# Komenda Rejonu Uzupełnień Kraków Miasto

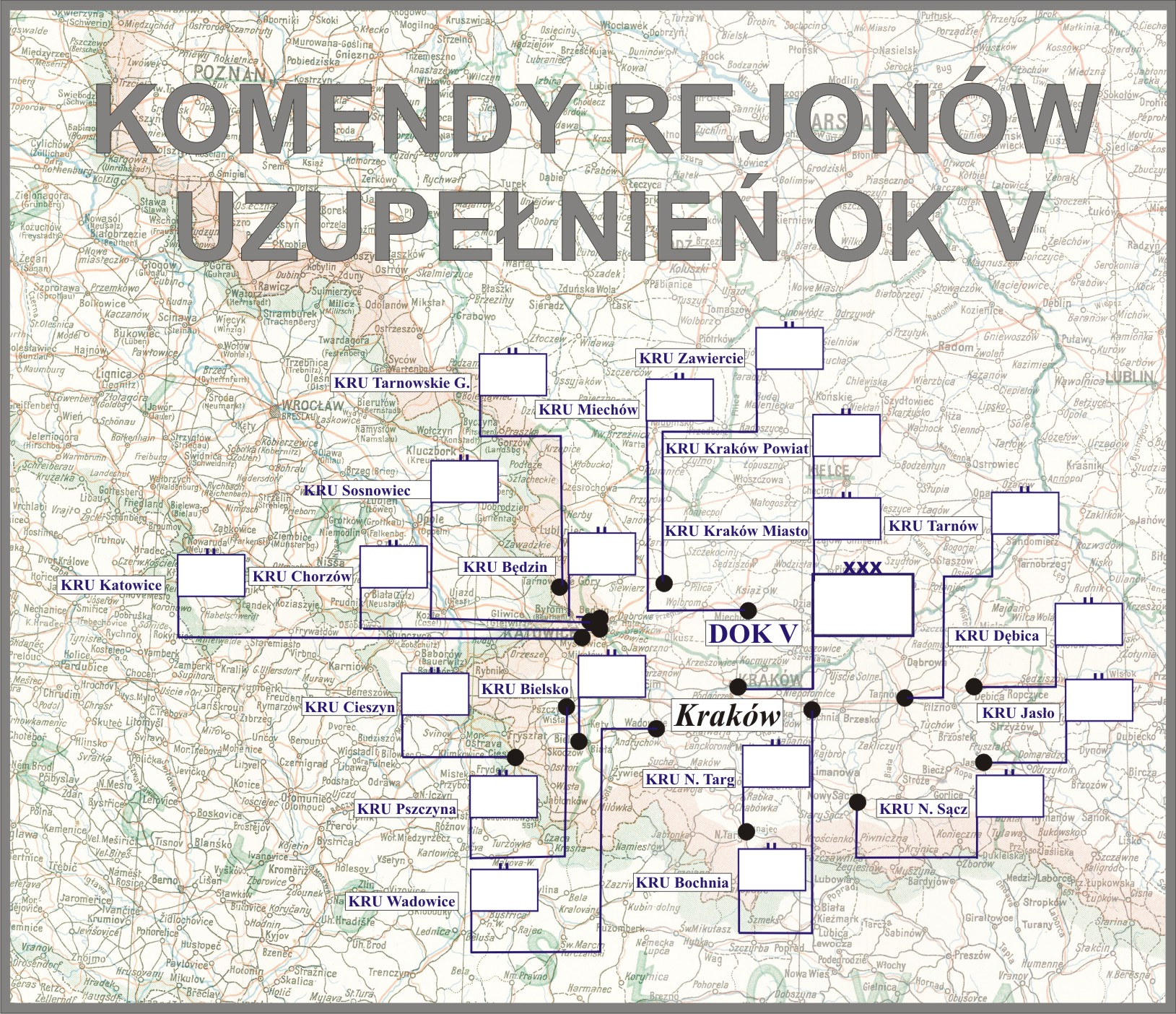
Komendy rejonów uzupełnień OK V

Komenda Rejonu Uzupełnień Kraków Miasto (KRU Kraków Miasto) – organ wojskowy właściwy w sprawach uzupełnień Sił Zbrojnych II Rzeczypospolitej i administracji rezerw w powierzonym mu rejonie.

## Historia komendy
Rozkazem kierownika Ministerstwa Spraw Wojskowych nr 144 z 27 listopada 1918 w sprawie organizacji władz zaciągowych powołano do życia między innymi Powiatową Komendę Uzupełnień w Krakowie dla Okręgu Wojskowego XV obejmującego dawny obszar austriackiej komendy wojskowej krakowskiej z Zagłębiem Dąbrowskim wraz z kopalniami będzińskimi i powiat olkuskim, dawny obszar austriacko-przemyskiej komendy wojskowej – od Wisłoka na wschód. Z chwilą wejścia w życie rozkazu i sformowania nowego PKU, Główny Urząd Zaciągu do Wojska Polskiego zobowiązany był przekazać całość dokumentacji tej PKU na obszarze której znajdował się. GUZ w Olkuszu przekazał dokumentację do PKU w Krakowie. Bezpośrednią kontrolę nad PKU sprawowała Okręgowa Komendy Uzupełnień w Krakowie.
27 grudnia 1918 kierownik MSWojsk. ustanowił powiatowe komendy uzupełnień: XVI w Przemyślu, XVII w Cieszynie, XVIII w Nowym Targu, XIX w Tarnowie, XX w Wadowicach, XXI w Rzeszowie i XXII w Będzinie oraz ograniczył obszar działania XV PKU w Krakowie do miasta Kraków oraz powiatów: krakowskiego, wielickiego i myślenickiego. Tego samego dnia kierownik MSWojsk. ustalił obsadę personalną XV PKU w Krakowie:
- komendant – płk Mieczysław Wiktor,
- naczelnik kancelarii – kpt. Ernest Giżejewski,
- oficerowie ewidencyjni w Krakowie (urzędnicy ewidencyjni w randze): por. Bronisław Brodziński, kpt. Hubert Florus, chor. Antoni Malinowski, ppor. Tadeusz Sokołowski, por. Stefan Kozłowski,
- oficer ewidencyjny w powiecie wielickim (urzędnik wojskowy w randze kapitana) Adam Cymborski,
- oficer ewidencyjny w powiecie myślenickim (urzędnik wojskowy w randze kapitana) Jan Święcicki[6].

W 1926 roku kpt. kanc. Adolf Ohly usiłował dokonać zamachu samobójczego. Powodem targnięcia się wymienionego oficera na swoje życie był skazujący wyrok Sądu Honorowego I instancji. Kapitan Ohly został posądzony przez Leona Salza o to, że nie wywiązał się z danego słowa honoru i nie zwrócił w terminie trzech dni zaciągniętej pożyczki w kwocie dziesięciu zł. Sąd II instancji uwolnił kapitana Ohly od postawionych mu zarzutów i uznał Leona Salza za winnego obrazy czci oficera WP. Sąd odwoławczy przyjął, że działanie Leona Salza polegające na złożeniu doniesienia na kpt. Ohly do Sądu Honorowego za postępek niegodny oficera WP, było odwetem na pokrzywdzonym, który wcześniej ujawnił nadużycia w PKU Kraków Miasto.
Z dniem 1 października 1926 roku kpt. piech. Franciszek Babirecki został przeniesiony służbowo z 20 pp na okres 6 miesięcy „celem zakończenia prac sanacyjnych”.
W 1926 roku siedziba komendy znajdowała się w koszarach im. Króla Jana Sobieskiego przy ul. Warszawskiej.
31 lipca 1931 roku gen. dyw. Kazimierz Fabrycy, w zastępstwie ministra spraw wojskowych, rozkazem B. Og. Org. 4031 Org. wprowadził zmiany w organizacji służby poborowej na stopie pokojowej. Zmiany te polegały między innymi na zamianie stanowisk oficerów administracji w PKU na stanowiska oficerów broni (piechoty) oraz zmniejszeniu składu osobowego PKU typ I–IV o jednego oficera i zwiększeniu o jednego urzędnika II kategorii. Ponadto w PKU Kraków Miasto dodatkowo występował etat oficera – referenta ewidencji oficerów. Liczba szeregowych zawodowych i niezawodowych oraz urzędników III kategorii i niższych funkcjonariuszy pozostała bez zmian.
1 lipca 1938 roku weszła w życie nowa organizacja służby uzupełnień, zgodnie z którą dotychczasowa PKU Kraków Miasto została przemianowana na Komendę Rejonu Uzupełnień Kraków Miasto przy czym nazwa ta zaczęła obowiązywać 1 września 1938 roku, z chwilą wejścia w życie ustawy z dnia 9 kwietnia 1938 roku o powszechnym obowiązku wojskowym. Obok wspomnianej ustawy i rozporządzeń wykonawczych do niej, działalność KRU Kraków Miasto normowały przepisy służbowe MSWojsk. D.D.O. L. 500/Org. Tjn. Organizacja służby uzupełnień na stopie pokojowej z 13 czerwca 1938 roku. Zgodnie z tymi przepisami komenda rejonu uzupełnień była organem wykonawczym służby uzupełnień .
Komendant rejonu uzupełnień w sprawach dotyczących uzupełnień Sił Zbrojnych i administracji rezerw podlegał bezpośrednio dowódcy Okręgu Korpusu Nr V, który był okręgowym organem kierowniczym służby uzupełnień. Rejon uzupełnień obejmował miasto Kraków.
Komenda prowadziła ewidencję wszystkich oficerów z obszaru miasta Krakowa, powiatu krakowskiego i powiatu myślenickiego.

## Obsada personalna
Poniżej przedstawiono wykaz oficerów zajmujących stanowisko komendanta Powiatowej Komendy Uzupełnień i komendanta rejonu uzupełnień oraz wykaz osób funkcyjnych (oficerów i urzędników wojskowych) pełniących służbę w PKU i KRU Kraków Miasto, z uwzględnieniem najważniejszych zmian organizacyjnych przeprowadzonych w 1926 i 1938 roku.
Komendanci
- płk piech. Mieczysław Wiktor (27 XII 1918 – 1920 / 1921 → stan spoczynku z dniem 1 V 1921[16])
- mjr / płk piech. Józef Wolf (6 VI 1921[17][18] – III 1925 → 20 pp[19])
- ppłk piech. Feliks Pres (III 1925[19] – II 1927 → stan spoczynku z dniem 30 IV 1927[20])
- ppłk piech. Stanisław Plappert (V 1927[21] – II 1929 → dyspozycja dowódcy OK V[22])
- ppłk dypl. sap. Wiktor Batycki (III 1929[23] – VIII 1931[24])
- ppłk piech. Bolesław Konstanty Sobolewski (VIII 1931[25] – 29 II 1932 → stan spoczynku[26])
- ppłk kanc. / żand. Adam Jerzy Werner[b] (III 1932[34] – VII 1935 → stan spoczynku z dniem 30 IX 1935[36])
- mjr piech. Piotr Frankowski (1 VIII 1935[37] – 1939[38])

Obsada pozostałych stanowisk funkcyjnych PKU w latach 1921–1925
- I referent
  - kpt. piech. Józef Julian Lasoń (1923 – II 1925[40] → 20 pp)
  - kpt. piech. Jan Antoni Werner (II[40] – VIII 1925[41] → referent pob. DOK V)
  - kpt. piech. Witold Sylwester Tettamandi (VIII[41] – X 1925[42] → I referent PKU Kraków Powiat)
- II referent
  - urzędnik wojsk. XI rangi / por. kanc. Adam Jan Badowski
  - kpt. kanc. Franciszek Rejkowski (X 1925[43] – II 1926 → kierownik II referatu)
- referent – urzędnik wojskowy XI rangi Jakub Hostyński (→ Oddział Ogólny Sztabu DOK V[44])
- oficer instrukcyjny
  - kpt. piech. Kazimierz Mieczysław Harhat-Załuski (do 9 X 1923[45] → dowódca batalionu w 78 pp)
  - kpt. piech. Gustaw Janecki (od 8 XI 1923[46])
- oficer ewidencyjny I rejonu – urzędnik wojsk. XI rangi / por. kanc. Stanisław Marek Zwierzyński (1923 i od XII 1924[47])
- oficer ewidencyjny II rejonu
  - kpt. kanc. Adolf Ohly (VIII 1924[48] – 31 I 1926 → stan spoczynku[49])
  - por. kanc. Włodzimierz Dubrawski (od II 1925[50])

Obsada pozostałych stanowisk funkcyjnych PKU w latach 1926–1938
- kierownik I referatu administracji rezerw i zastępca komendanta
  - mjr san. Dionizy Hermanowski (IX 1926[55] – VII 1927[56] → komendant PKU Jasło)
  - kpt. adm. (dz. san.) dr Błażej Hanuszek (VII 1927 – 15 VII 1930[33] → Ekspozytura nr 4 Oddziału II SG, †1940 Charków)
  - kpt. piech. Marian Henryk Kwiatkowski (IX 1930[57] – I 1934[58] i VI 1934[59] – VI 1938 → kierownik I referatu KRU)

- kierownik II referatu poborowego
  - kpt. kanc. Franciszek Rejkowski (do X 1926 → kierownik I referatu PKU Sosnowiec[60])
  - kpt. adm. (dz. san.) dr Błażej Hanuszek (do VII 1927[61] → kierownik I referatu)
  - kpt. piech. Mikołaj Berent (IV 1928[62] – I 1930 → kierownik II referatu PKU Wilno Miasto)
  - kpt. piech. Marian Henryk Kwiatkowski (I[63] – IX 1930 → kierownik I referatu)
  - kpt. gosp. / kanc. Józef Turczyński (XI 1930[64] – 30 IX 1932[65] → stan spoczynku)
  - kpt. piech. Franciszek Kasprzyk (1932 – VI 1938 → kierownik II referatu KRU)
- referent ewidencji oficerów
  - kpt. piech. Marian Henryk Kwiatkowski (XI 1927[66] – I 1930 → kierownik II referatu)
  - kpt. piech. Lucjusz Michał Dyga[c] (I[68] – IX 1930 → dyspozycja dowódcy OK V[69])
  - por. kanc. Stanisław Marek Zwierzyński[d] (IX 1930[72] – 30 VI 1934[73] → stan spoczynku)
  - kpt. piech. / adm. Roman Marian Bober[e] (od 1934)
- referent
  - por. kanc. Adam Jan Badowski (II 1926 – XII 1929[78] → referent PKU Sosnowiec)
  - por. gosp. Stanisław Jan Wojtas (XII 1929[79] – XI 1930[80] → płatnik baonu pchor. rez. piech. nr 5)

Obsada pozostałych stanowisk funkcyjnych KRU w latach 1938–1939
- kierownik I referatu ewidencji – kpt. adm. (piech.) Marian Henryk Kwiatkowski[g]
- kierownik II referatu uzupełnień – kpt. adm. (piech.) Franciszek Kasprzyk[h]
- kierownik III referatu oficerskiego – kpt. piech. Kazimierz Marian Iwelski[i]